# Caradrina katherina
Caradrina katherina är en fjärilsart som beskrevs av Edward Parr Wiltshire, 1947. Caradrina katherina ingår i släktet Caradrina och familjen nattflyn, Noctuidae. En underart finns listad i Catalogue of Life, Caradrina katherina dissimulata Wiltshire, 1982.